# Dietrich Elchlepp
Dietrich Elchlepp (* 7. März 1938 in Freiburg im Breisgau) ist ein deutscher Politiker der SPD. Er war 1976 Mitglied des Deutschen Bundestages und von 1996 bis 1999 Mitglied des Europäischen Parlaments.

## Leben
Elchlepp wurde als Sohn eines Deutschen und einer Engländerin geboren. Er legte das Abitur an einem Freiburger Gymnasium ab und absolvierte eine Lehre als Industriekaufmann. Im Anschluss daran nahm er ein Studium der Rechtswissenschaft und Volkswirtschaftslehre an den Universitäten in Freiburg, Kiel und Berlin auf, das er 1965 mit dem Ersten juristischen Staatsexamen abschloss. Nach Ablegung des Zweiten Staatsexamens 1969 war er ab 1970 als wissenschaftlicher Referent für die SPD-Bundestagsfraktion tätig. Von dort aus wechselte er 1973 in gleicher Funktion ins Bundesministerium für Bildung und Wissenschaft.
Elchlepp trat 1966 der SPD bei. Am 4. Juni 1976 rückte er für den ausgeschiedenen Abgeordneten Erhard Eppler in den Deutschen Bundestag nach und blieb dort bis zum Ende der Wahlperiode im gleichen Jahr Mitglied. Im Parlament war er Mitglied des Ausschusses für Bildung und Wissenschaft. Vom 6. Februar 1996 bis zum 19. Juli 1999 war er Mitglied des Europäischen Parlaments und dort Mitglied des Ausschusses für Außenwirtschaftsbeziehungen. Bei der Landtagswahl in Baden-Württemberg 2001 bewarb er sich für ein Mandat, konnte aber nicht in den Landtag einziehen.
Dietrich Elchlepp lebt seit 1972 in Denzlingen. Seit seiner Studienzeit engagiert er sich gegen Rechtsextremismus.

## Veröffentlichungen
- mit Hans-Joachim Heiner: Zur Auseinandersetzung mit der NPD. Aktionen und Argumente gegen den Rechtsradikalismus. Juventa Verlag, München 1969.
- mit Peter Lichtenberg und Jürgen Burckhardt: Gemeinschaftsaufgabe Hochschulbau. Bock, Bad Honnef 1971.
- mit Mechtild Rothe: Erneuerbare Energien – Chance für die Umwelt und Arbeit. Fraktion der Sozialdemokratischen Partei Europas, 1998.